# Svenska Deckarfestivalen
Svenska Deckarfestivalen, eller Svenska Deckarfestivalen i Sundsvall, är en årlig litteraturfestival som arrangas i Sundsvall varje november. Festivalen riktar sig mot den allmänna publiken genom att presentera aktuella författare inom kriminallitteratur och närliggande genrer som thrillers, dystopier, skräck och annan spänningslitteratur. Festivalen är Sveriges äldsta i sitt slag.
Svenska Deckarfestivalens förlaga var en deckarkväll arrangerad av Sundsvalls bokhandlare i oktober 2012, med Maj Sjöwall, Arne Dahl, Roslund & Hellström, Viveca Sten och Jonas Moström som medverkande. 2013 bildades en förening med syfte att arrangera en återkommande festival. Den första festivalen arrangerades i oktober 2013, men sedan har festivalerna arrangerats i november.
Från 2012 - 2021 har 283 författare, huvudsakligen från Sverige men också från övriga Norden, Europa och USA, medverkat. Under coronapandemin 2020 och 2021 arrangerades deckarfestivalen som en hybridfestival i varierande grad, med några författare på plats och några på videolänk.
Föreningen står bakom novelltävlingen Lilla Sherlock som riktas mot Medelpads högstadieelever. Ett pris, Lilla Sherlockpriset, delas ut under festivalen. Festivalens program riktas både mot vuxna läsare, och barn och ungdomar genom t.ex. skolbesök och föreläsningar.
Svenska Deckarfestivalen i Sundsvall arrangeras av en ideell förening. Kostnaderna täcks av biljettförsäljning, samarbetspartners och offentliga bidrag.